# Raúl Jaras
Raúl Jaras Fleischmann, más conocido como "Papín" Jaras (Santiago, 14 de mayo de 1931-ibíd., 18 de enero de 2013), fue un piloto de automovilismo chileno, especializado en Turismo Carretera, que practicó entre las décadas de 1950 y 1970. En su país compitió representando al club Universidad Católica. Ha sido considerado uno de los mejores pilotos chilenos de todos los tiempos, junto a Juan Zanelli, Lorenzo Varoli, Boris Garafulic, Bartolomé Ortiz y Eliseo Salazar.

## Biografía
Nació en 1931, hijo de Raúl Jaras Barros y Marta Fleischmann Moreno. Su padre fue un empresario automovilístico, que en 1949 fundó Jaras S.A, que tenía la representación de la marca Vauxhall Motors en Chile. El 10 de abril de 1954 se casó con Ximena Arancibia Díaz de Valdés.
Se inició en el automovilismo en 1948, y dos años más tarde ganó la carrera preliminar del Grand Prix de Chile en la categoría de coches carrozados con fuerza libre, donde condujo un Vauxhall con motor potenciado en la empresa de su padre. Luego pasó a representar a la marca Chevrolet. Fue campeón en el Gran Premio Puerto Montt-Santiago (1958), el Gran Premio SOPESUR (1964-1965) y en el Campeonato Nacional de Chile (1964-1969). Tiene el récord todavía vigente de mayor número de títulos en Turismo Carretera, con 6 en total.[cita requerida]
En 1969 se radicó en la Argentina, donde fue fichado por el equipo Torino de Industrias Kaiser Argentina (IKA), el cual obtuvo el triunfo ese mismo año. Años más tarde realizó el raid Buenos Aires-Nueva York en poco más de nueve días de viaje. A fines de la década de 1970 tuvo un grave accidente en la capital argentina, del cual pudo recuperarse, pero que marcaría el fin de su carrera como piloto.
El Círculo de Periodistas Deportivos de Chile lo premió en 2010 con la estatuilla «Antiguo Deportista», por su aporte al automovilismo local. Falleció en enero de 2013, a los 81 años.